# Polycirrus insignis
Polycirrus insignis är en ringmaskart som beskrevs av Gravier 1907. Polycirrus insignis ingår i släktet Polycirrus och familjen Terebellidae. Inga underarter finns listade i Catalogue of Life.